# Meiklejohn-Gletscher
Der Meiklejohn-Gletscher ist ein rund 19 km langer und etwa 6,5 km breiter Gletscher an der Rymill-Küste des Palmerlands auf der Antarktischen Halbinsel. Er fließt vom Dyer-Plateau in westlicher Richtung zum George-VI-Sund, den er unmittelbar südlich des Moore Point erreicht. In seinem unteren Abschnitt geht er in die Nordflanke des Millett-Gletscher über.
Erstmals vermessen wurde er 1936 bei der British Graham Land Expedition (1934–1937) unter der Leitung des australischen Polarforschers John Rymill. Das UK Antarctic Place-Names Committee benannte ihn 1954 nach Ian Forbes Meiklejohn (1907–1977), Funker bei dieser Forschungsreise.